# Deshan (köpinghuvudort i Kina, Hunan Sheng, lat 28,93, long 111,71)
Deshan är en köpinghuvudort i Kina. Den ligger i provinsen Hunan, i den södra delen av landet, omkring 150 kilometer nordväst om provinshuvudstaden Changsha. Antalet invånare är 31 191. Befolkningen består av 15 827 kvinnor och 15 364 män. Barn under 15 år utgör 12,0 %, vuxna 15-64 år 77 %, och äldre över 65 år 9,0 %.
Runt Deshan är det tätbefolkat, med 493 invånare per kvadratkilometer. Närmaste större samhälle är Changde, 13,5 km norr om Deshan. Trakten runt Deshan består till största delen av jordbruksmark.
Genomsnittlig årsnederbörd är 1 808 millimeter. Den regnigaste månaden är maj, med i genomsnitt 302 mm nederbörd, och den torraste är december, med 45 mm nederbörd.